# SN 2007ns
SN 2007ns – supernowa typu Ia odkryta 22 września 2007 roku w galaktyce A023702-0051. W momencie odkrycia miała maksymalną jasność 22,50m.